# Strobilanthes glomerata
Strobilanthes glomerata är en akantusväxtart som först beskrevs av Nathaniel Wallich, och fick sitt nu gällande namn av T. Anders.. Strobilanthes glomerata ingår i släktet Strobilanthes och familjen akantusväxter. Inga underarter finns listade i Catalogue of Life.

## Bildgalleri

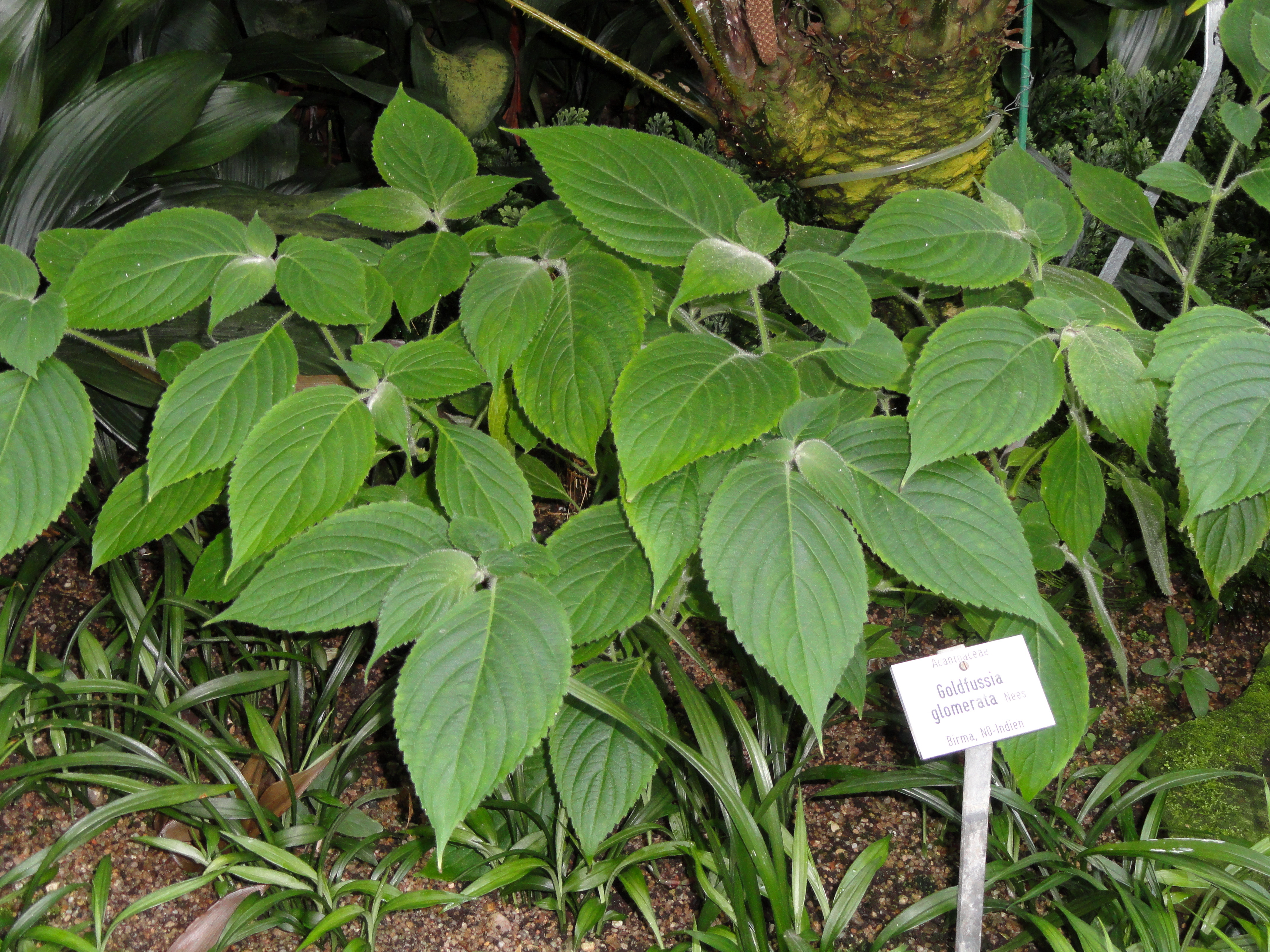